# نقد کلیسای منتظران ظهور روز هفتم

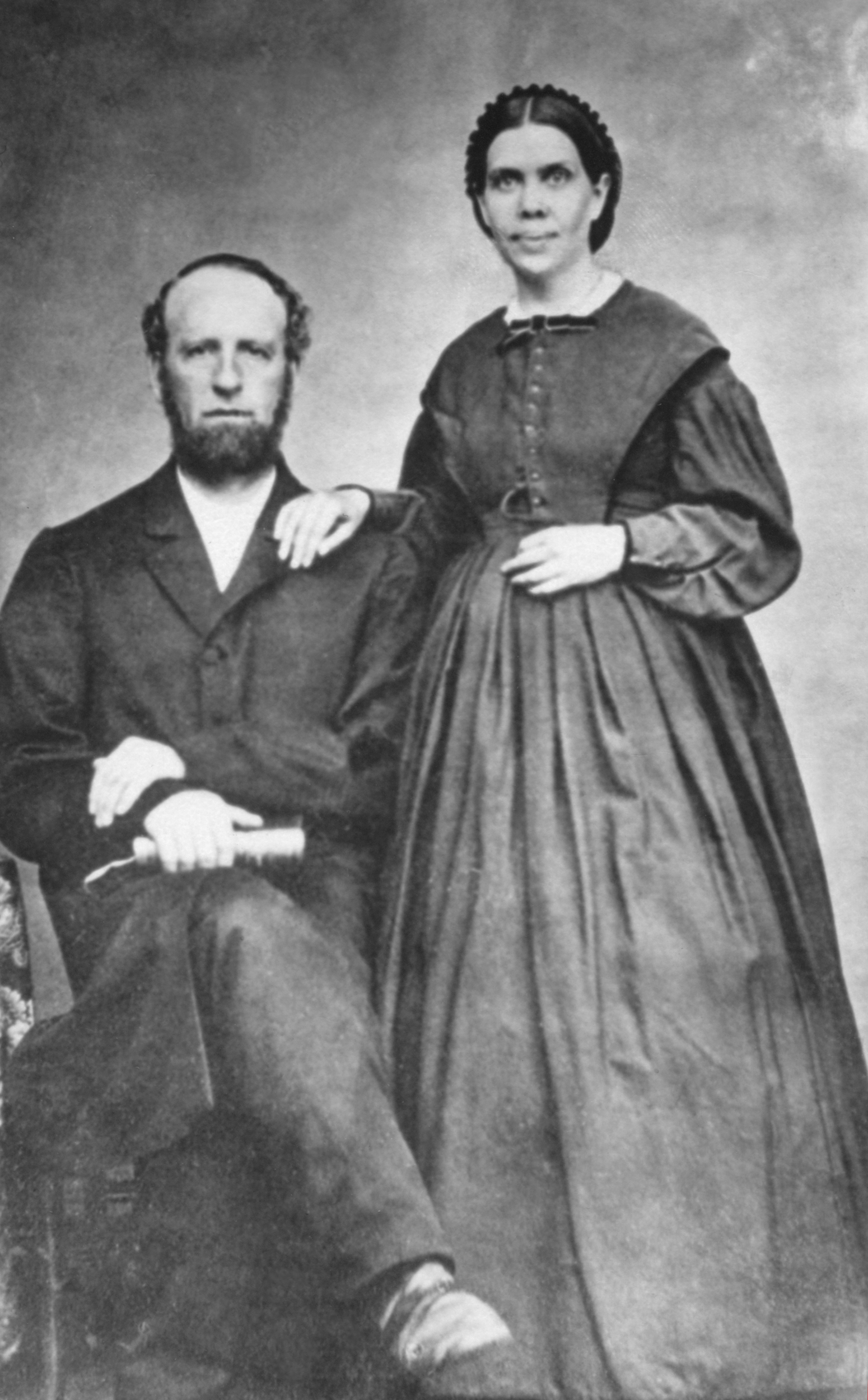
جیمز و الن وایت، بنیانگذاران کلیسای ادونتیست روز هفتم

از زمان تأسیس  کلیسای منتظران ظهور روز هفتم در میانهٔ قرن نوزدهم، این کلیسا با نقدهایی از افراد و گروه‌های متعدد مواجه بوده است. این نقدها شامل مخالفت با آموزه‌ها، ساختار و اعمال آن هستند.

## آموزه‌های کلیسا

### دیدگاه‌های تثلیثی
برخی منتقدین مسیحی انتظار ظهور، بیان می‌کنند که دیدگاه کنونی آن در خصوص تثلیث مطابق آنچه مرسوم بوده نیست و سه خدا باوری است.